# Medizinischer Kompressionsstrumpf
Der Medizinische Kompressionsstrumpf (MKS) ist ein Kompressionsstrumpf, der als medizinisches Hilfsmittel im Rahmen der Kompressionstherapie durch definierten Druck eine Verengung der Gefäße bewirkt. Die dadurch verbesserte Durchblutungssituation der Extremitäten ist Grundlage der Therapie von Krampfadern (Varizen), Beinvenenthrombosen, der Chronisch-venösen Insuffizienz und des Postthrombotischen Syndroms. Darüber hinaus werden MKS als Gewährleistung der Therapieergebnisse der Manuellen Lymphdrainage bei Patienten mit Lymphödemen und bei Lipödemen eingesetzt. Die Kompressionstherapie hat eine rückflussfördernde Wirkung, die bis in die tiefen Gefäße reicht, ermöglicht den Abtransport von Abfall- und Schlackenstoffen und reduziert Ödeme. Letzteres führt zudem zu einer Schmerzlinderung und Volumenminderung der Beine, was für den Patienten in mehrfacher Hinsicht eine Erleichterung bedeutet. Allerdings wird nur die Hälfte der in Deutschland verordneten medizinischen Kompressionsstrümpfe auch getragen. 

## Material
Im Gegensatz zu anderen Materialien der Kompressionstherapie, wie Kurzzugbinden, Adaptiven Bandagen oder der Intermittierenden pneumatischen Kompression sind Medizinische Kompressionsstrümpfe zur Langzeit- oder Dauerbehandlung von Menschen mit Venen- oder Lympherkrankungen geeignet. Es handelt sich um eine Therapieform, die somit die Lebensqualität der Betroffenen dauerhaft, oft ein Leben lang, beeinflusst. Daher sind medizinische Kompressionsstrümpfe heute in zahlreichen Farben und mit einer Vielzahl an Mustern erhältlich – so ist es möglich, die jeweilige Versorgung an den individuellen Kleidungsstil des Betroffenen anzupassen.

### Kompressionsklassen
Der Druck den Medizinische Kompressionsstrümpfe auf das jeweilige Bein ausüben, orientiert sich am Gesundheitszustand des Patienten und wird in die Kompressionsklassen („CCL“, „Ccl“ oder „KKL“) I–IV eingeteilt.
| KKL | Intensität   | Druck in mmHg | in KPa    |
| --- | ------------ | ------------- | --------- |
| I   | leicht       | 18–21         | 2,4–2,8   |
| II  | mittel       | 23–32         | 3,1–4,3   |
| III | kräftig      | 34–46         | 4,5–6,1   |
| IV  | sehr kräftig | 49 und größer | mind. 6,5 |

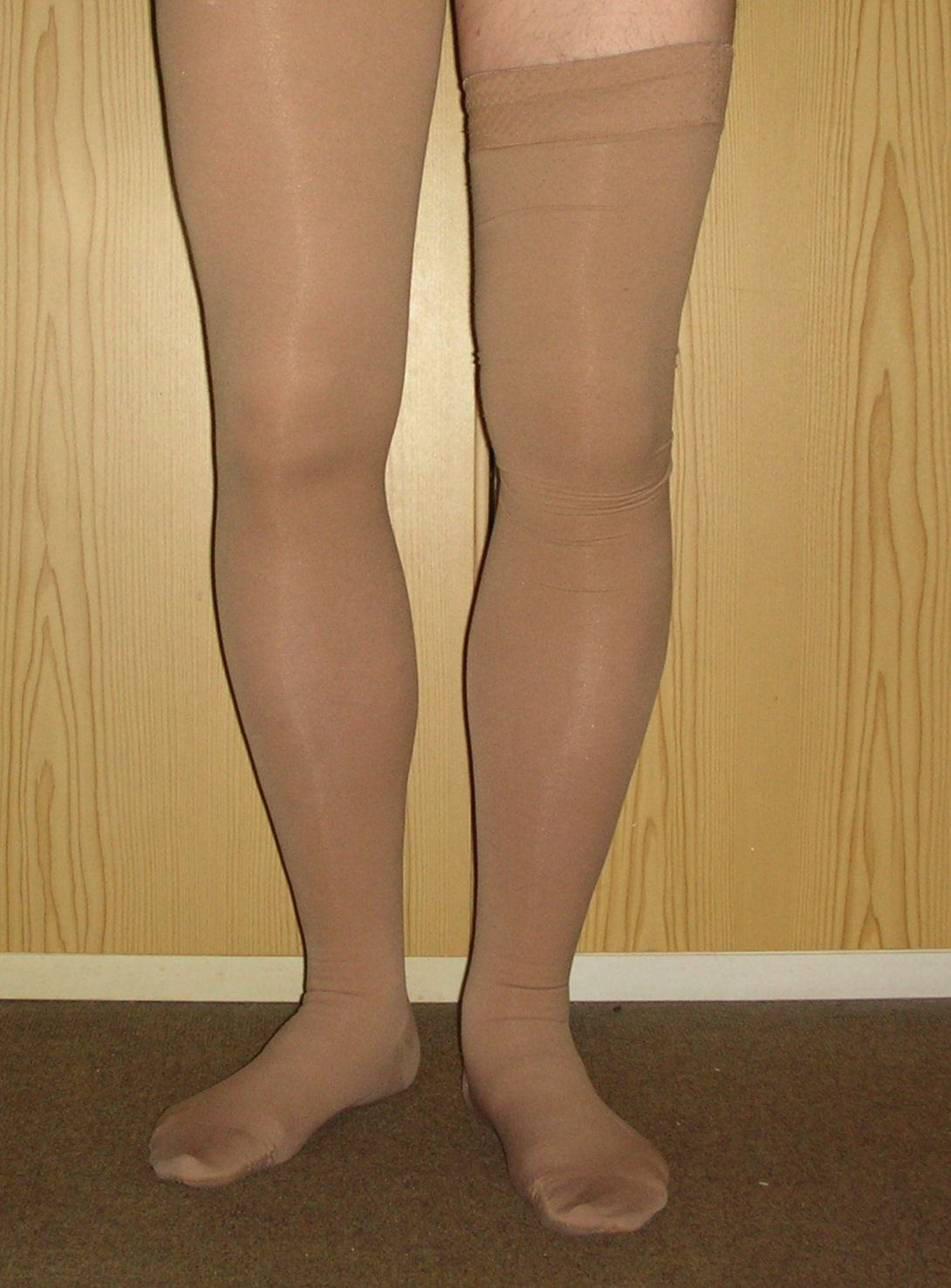
Kompressionsstrümpfe. Faltenbildung wie hier am linken Bein (im Bild: rechts) sollte vermieden werden.

Es gibt verschiedene internationale Standards, obige Tabelle entspricht dem Standard RAL-GZ 387, der sich in mitteleuropäischen Ländern, mit Ausnahme von Frankreich, durchgesetzt hat. Die angegebenen Druckbereiche beziehen sich auf den Basisdruck, der an den Fesseln – genauer: Messpunkt „B“ – ausgeübt wird; herzwärts (beinaufwärts) nimmt der Druck ab. Strumpfmodelle unterschiedlicher Hersteller können innerhalb einer Kompressionsklasse deutlich voneinander abweichen. Dies gilt umso mehr, da für die weiteren Messpunkte wiederum relative Bereiche gelten, die sich auf den Basiswert beziehen. So muss z. B. der Druck am Messpunkt „B1“ zwischen 70 und 100 % des Basisdrucks (bei Messpunkt „B“) entsprechen. Die Kompressionsklassen beschreiben nur den sogenannten Ruhedruck, der auf das Gewebe im Ruhezustand, also im Liegen, ausgeübt wird.
Für Betroffene, die aus physischen Gründen, wie mangelnder Beweglichkeit oder geringer Körperkraft, nicht in der Lage sind, einen medizinischen Kompressionsstrumpf mit einer hohen KKL anzulegen, kommt die Verordnung von zwei medizinischen Kompressionsstrümpfen mit geringerer KKL in Frage. Werden diese übereinander gezogen, addieren sich die Kompressionsklassen auf. Eine weitere Möglichkeit der Versorgung dieser Patienten ist das Verordnen einzelner Bestandteile, wie Vorfußkappe, Strümpfe und Capri/Radlerhose.
Medizinische Kompressionsstrümpfe kommen in der zweiten Phase der Kompressionstherapie zum Einsatz. In dieser Phase ist die Extremität durch Kompressionsbandagierungen oder Adaptive Kompressionsbandagen bereits weitestgehend entstaut und es geht darum, diesen Zustand durch eine angepasste Kompressionsstrumpfversorgung zu erhalten. Kompressionsstrümpfe und Kompressionsverbände dienen als Widerlager für die Muskelbewegung, etwa so wie eine Muskelfaszie, erhöhen deren Wirksamkeit und somit den Blutrückfluss aus den Beinen zum Herzen. Somit kann Kompression nur dann Wirkung in der Erhaltungstherapie haben, wenn der Träger des Kompressionsstrumpfs sich ausreichend bewegt. Bei immobilen Menschen können Kompressionsstrümpfe nur eingeschränkt wirksam sein und ihr Einsatz wird beispielsweise durch Intermittierende pneumatische Kompression ergänzt. Zur Gewährleistung der ungestörten arteriellen Durchblutung wird bei der Verordnung von Medizinischen Kompressionsstrümpfen der Knöchel-Arm-Druckindex (KADI) mit einem Taschen-Doppler bestimmt werden. Der KADI sollte über 0,6 liegen. Bei Patienten mit Peripherer arterieller Verschlusskrankheit und Polyneuropathie kommt eine Kompressionstherapie nur eingeschränkt zum Einsatz. Inzwischen werden medizinische Kompressionsstrümpfe auch speziell für diese Patientengruppe angeboten – solche Produkte haben einen geringen Ruhedruck (z. B. KKL I) und einen hohen Arbeitsdruck (z. B. analog KKL III).

### Weitere Materialeigenschaften
Neben der Stärke des Kompressionsdrucks gibt es weitere Parameter, die zwar nicht Bestandteil der Norm sind, aber für die Wirkung der Kompression von Relevanz sein können. So hat in den letzten Jahren die Bedeutung der Steifigkeit (oder Festigkeit; engl. stiffness oder slope; der englische Begriff Stiffness wird oft auch in deutscher Literatur verwendet) des Materials an Bedeutung gewonnen. Genauer beschrieben wird diese durch Druck-Dehnungs-Kurven. Material hoher Steifigkeit ist fester, wandstabiler, kurzzugiger und weniger elastisch (weniger dehnbar) als solches geringerer Steifigkeit. Bei gleicher Kompressionsklasse (also bei gleichem Ruhedruck) bieten Strümpfe höherer Steifigkeit einen höheren Arbeitsdruck. Dieser wird erzeugt bei Bewegung (Gehen) durch die Muskelanspannung. Die Ausdehnung der Muskeln nach außen wird durch die höhere Wandstabilität des Strumpfes stärker verhindert, so dass der „Massageeffekt“ in der Tiefe des Gewebes erhöht wird. Umgekehrt haben die Muskeln bei größerer Dehnbarkeit des Strumpfes mehr Spielraum, sich nach außen auszudehnen, was eine geringere Tiefenwirkung bedeutet. Hoher Arbeitsdruck ist bei der Kompressionstherapie von Bedeutung, da ihre Wirkweise durch Bewegung erheblich erhöht wird. Da die Steifigkeit derzeit nicht zur Norm von medizinischen Kompressionsstrümpfen gehört und daher von den Herstellern auch nicht angegeben wird, ist bei Auswahl eines speziellen Strumpfs der Grad der Steifigkeit für den Anwender nicht offensichtlich. Fachkundige Beratung ist daher wichtig. Zudem gibt es noch den weiteren Parameter Biegesteifigkeit; eine hohe Biegesteifigkeit erschwert das Hineinrutschen in Gewebefalten. Hohe Materialfestigkeit ist insbesondere für die Kompressionstherapie von Ödempatienten relevant und meist von Vorteil.

### Fertigung
Medizinische Kompressionsstrümpfe bestehen aus natürlicher Baumwolle oder künstlichen Materialien, wie Mikrofaser, Polyamid oder Polyester. Diese Fasern umwinden einen Kern aus künstlichem Elastan, oder – seltener – Naturkautschuk, wodurch das Strumpfgewebe seine Elastizität erhält. Der Kern des Schussfadens ist deutlich dicker, als der des Kettfadens. Somit ist die Elastizität des medizinischen Kompressionsstrumpfs in erster Linie durch den Kern des Schussfadens bestimmt, während alle anderen Komponenten nur marginalen Einfluss haben. Die Herstellung erfolgt grundsätzlich nach zwei unterschiedlichen Strickverfahren: Rund- oder Flachstrick.

#### Rundstrickverfahren

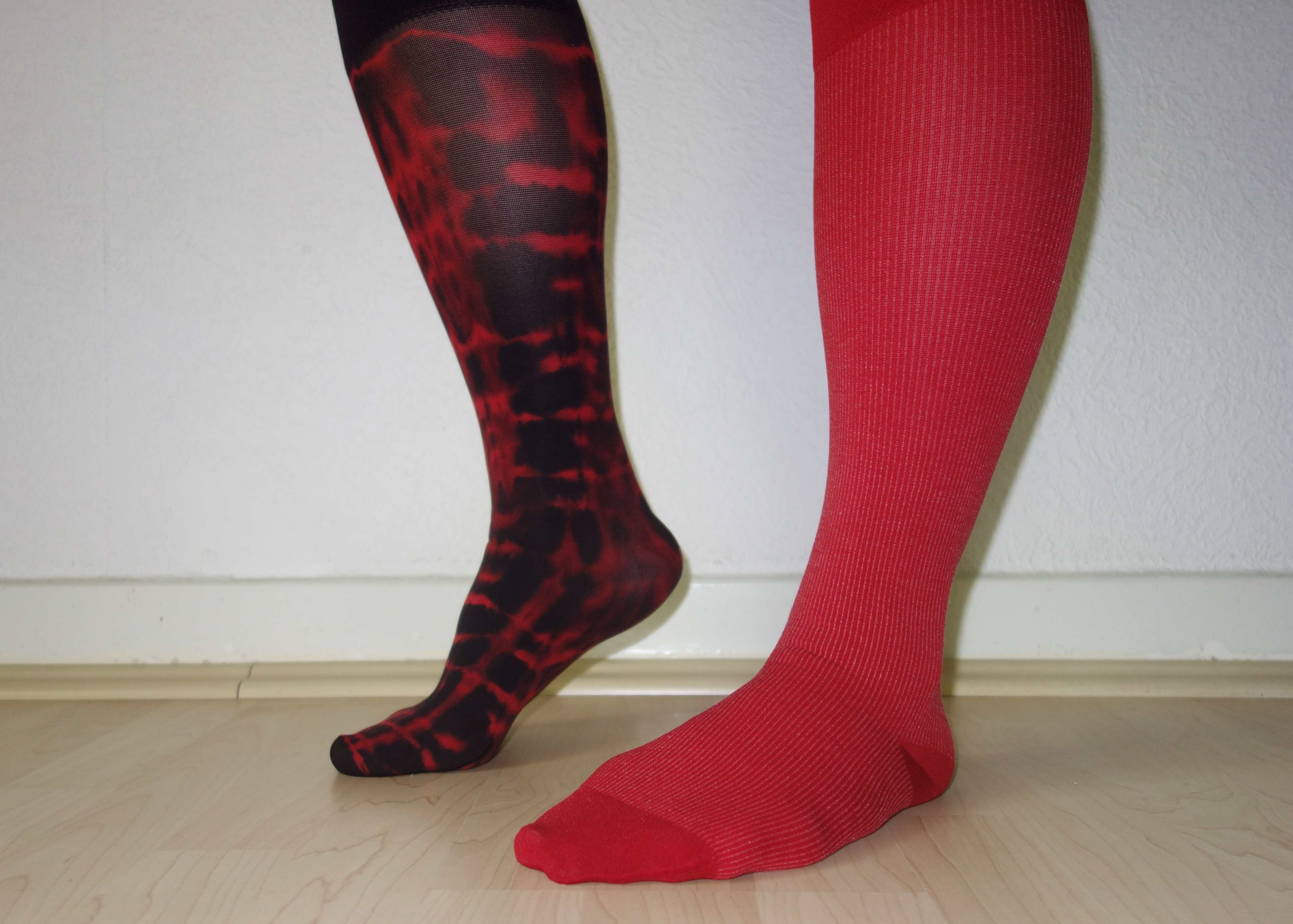
Rundgestrickte medizinische Kompressionsstrümpfe

Rundgestrickte medizinische Kompressionsstrümpfe werden auf einem Zylinder mit einer definierten Anzahl an Stricknadeln gefertigt. Dadurch entsteht ein nahtloser Strumpf, dessen Passform aufgrund der vorgegebene Anzahl an Maschen allerdings nicht variabel an jede mögliche Umfangsdifferenz anpassbar ist. Aus diesem Grund wurden Kompressionsstrümpfe bis in die 50er Jahre ausschließlich im Flachstrickverfahren produziert. Erst die technische Entwicklung im Zuge der Einführung des Fournisseurs (frz: Lieferant) ermöglichte die Regelung der Fadenspannung im Fertigungsprozess, so dass in der Knöchelregion das Gestrick nunmehr fester zusammengezogen werden kann, als an der breiteren Wade. Seither ist eine geringfügige Anpassung der rundgestrickten Produkte durch weitere oder kleinere Maschen möglich, aber bei Patienten mit erheblichen Beinumfängen, oder großen Differenzen zwischen den Umfängen einzelner Bereiche, ist eine Versorgung mit rundgestrickten Kompressionsstrümpfen nicht geeignet.

#### Flachstrickverfahren

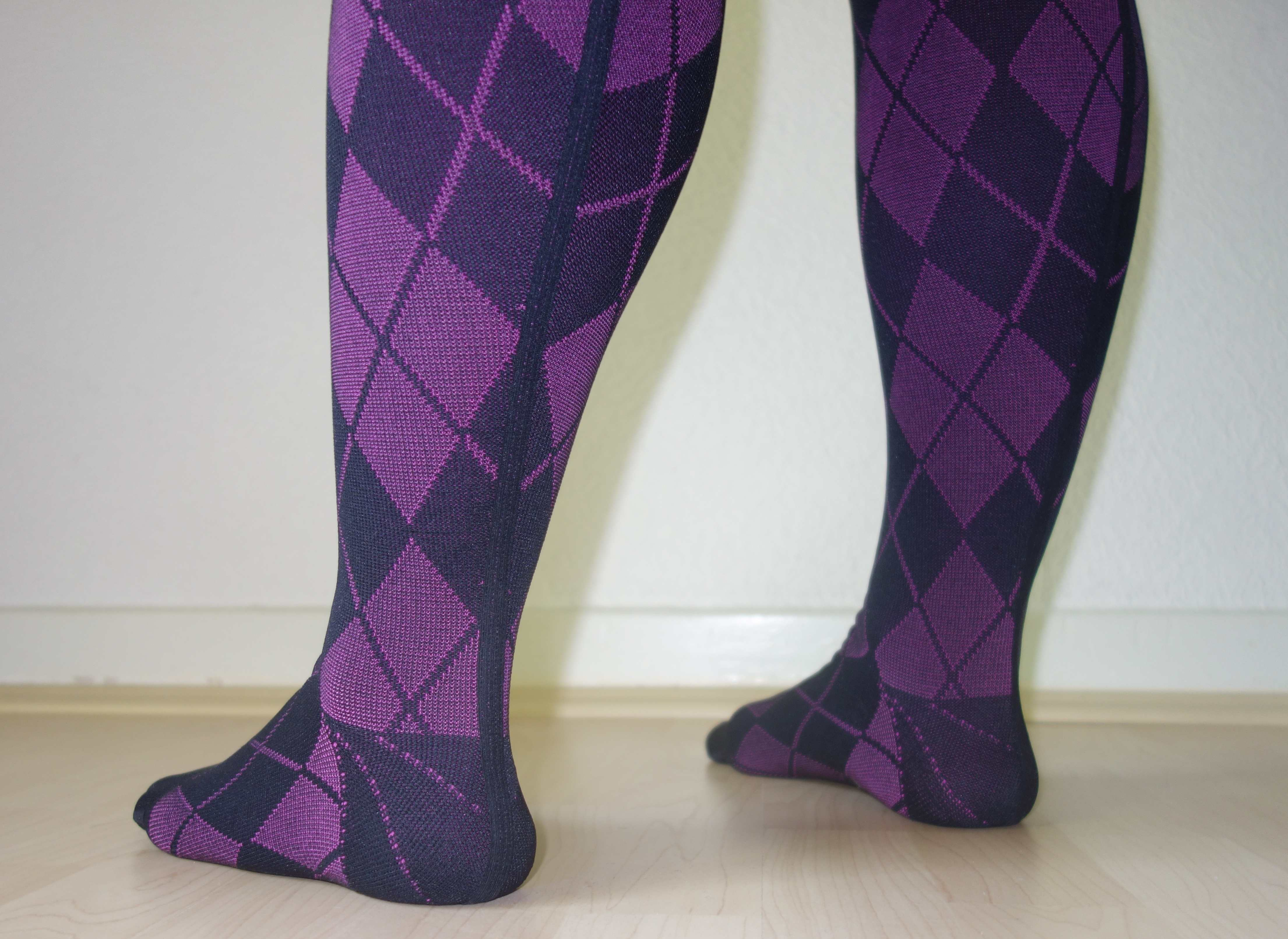
Flachgestrickte Kompressionsstrümpfe mit Naht

Flachgestrickte Kompressionsstrümpfe werden als Stoffbahnen gefertigt, wobei es möglich ist, die Anzahl der Stricknadeln zu variieren und das Produkt so auch an außergewöhnliche Umfangsdifferenzen der Extremitäten anzupassen. Durch das abschließende Zusammennähen entsteht eine Naht entlang der Wade. Flachgestrickte medizinische Kompressionsstrümpfe werden ausschließlich nach Maß gefertigt und kommen wegen ihrer Materialeigenschaften in erster Linie bei der Versorgung von Menschen mit Lymph- oder Lipödemen, aber auch bei schweren Venenleiden mit Ödemneigung, zum Einsatz. Im Gegensatz zu rundgestrickten medizinischen Kompressionsstrümpfen ist das Material dieser Produkte gröber, aber auch fester und dicker. Flachgestrickte Modelle sind zudem weniger elastisch, haben also eine höhere Steifigkeit. Einige Materialien zeichnen sich durch eine gröbere Struktur aus, die eine höhere Luftdurchlässigkeit zulässt und die Mikrozirkulation unterstützt. Dadurch wird ein wesentlich höherer therapeutischer Nutzen gegenüber dem Rundstrickverfahren erreicht. Da sie deutlich kostspieliger sind als rundgestrickte Strümpfe, zudem in dem Ruf einer geringeren Ästhetik und eines geminderten Tragekomforts stehen, haben flachgestrickte gegenüber rundgestrickten medizinischen Kompressionsstrümpfen eine geringere Verbreitung und einen Marktanteil von lediglich 10 % (2013). Zur Indikation heißt es im Hilfsmittelverzeichnis:
„Flachgestrickte Kompressionsstrümpfe in Maßanfertigung sind erforderlich, wenn weder die Serienfertigung noch rundgestrickte Kompressionsstrümpfe in Maßanfertigung aufgrund der Indikation oder der Beinform und der individuellen Strukturgegebenheiten eine Versorgung ermöglichen oder eine höhere Steifigkeit des Gestricks erforderlich ist.“
Die Leitlinie gibt folgende Empfehlung aus:
„Aufgrund der Strickart weisen flachgestrickte MKS in der Regel eine höhere Stiffness aber auch eine höhere Biegesteifigkeit auf. Diese Eigenschaften sollten bei der Versorgung von Patienten mit Lymph- oder Lipödemen, bei schwerer chronischer venöser Insuffizienz (CVI), Adipositas aber auch bei Neuropathien und arterieller Verschlusskrankheit zur Vermeidung von Druckspitzen durch Einschnürungen genutzt werden.“

### Ausführungen
Kompressionsstrümpfe gibt es heute in vielen Standard- und Trendfarben; rundgestrickte Modelle leichter Kompression sind in ihrer Transparenz oft kaum von Nylonstrümpfen zu unterscheiden; bei stärkerer Kompression und beim Flachstrick sind die Strümpfe meist blickdicht.

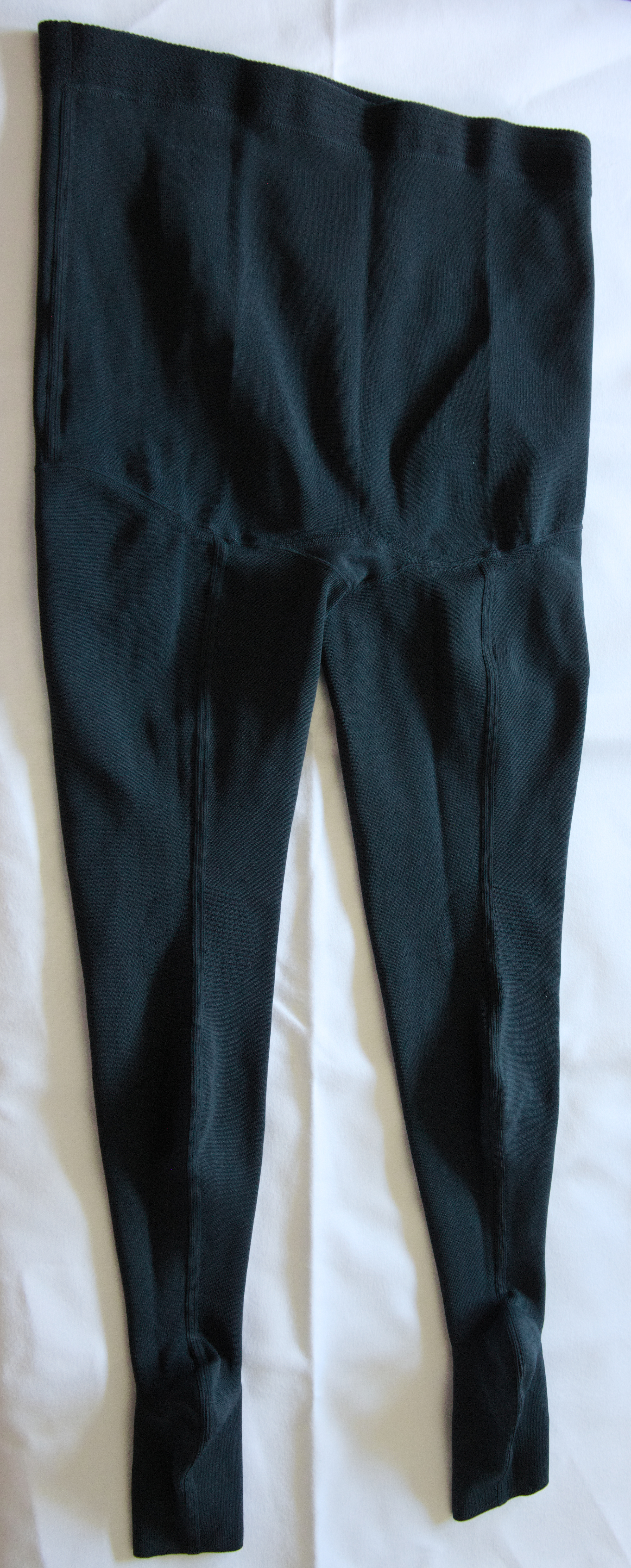
Flachgestrickte medizinische Kompressionsstrumpfhose mit Kniefunktionszonen

Medizinische Kompressionsstrümpfe sind in verschiedenen Längen erhältlich. Für die Beine sind die häufigsten Ausführungen Wadenstrümpfe (AD), Schenkelstrümpfe (AG) und Strumpfhosen (AT) (für beide Geschlechter; auch Umstandsstrumpfhosen), aber auch Halbschenkelstrümpfe (AF). Wahlweise sind die bei „A“ beginnenden Ausführungen mit Zehenöffnung (offene Spitze) oder ohne Zehenöffnung (geschlossene Spitze) erhältlich, sowie (flachgestrick) auch mit Zehenkappe, bei der die Zehen einzeln in Kompression liegen. Flachgestrickte MKS können noch in vielen weiteren Längen maßangefertigt werden. So gibt es sie etwa auch als Capri-, Radlerhosen und als Leggings.
Flachgestrickte MKS können mit vielen Zusätzen ausgestattet werden, z. B. mit einer Kniefunktionszone, die das Einschnüren in der Kniebeuge und die Spannung auf der Kniescheibe verhindert, was insbesondere bei Bewegung und im Sitzen für höheren Tragekomfort sorgt.
Es gibt medizinische Kompressionsstrümpfe auch für Arme und Hände, da auch die oberen Gliedmaßen von Krankheiten (z. B. Lymphödeme nach Operationen oder Chemotherapie, oder Lipödeme) betroffen sein können, die eine Kompression erfordern. Diese komprimierenden Armstrümpfe und Handschuhe sind meist flachgestrickt. Sind auch die Hände bzw. Finger von Ödemen betroffen, können die Armstrümpfe mit integrierten oder mit separaten Handschuhen angeboten werden.

## Einsatz bei verschiedenen Krankheitsbildern
Medizinische Kompressionsstrümpfe kommen bei diversen Krankheitsbildern zum Einsatz, deren Symptome durch einen konsequenten und angepassten äußeren Druck auf die Gefäße im Rahmen der Kompressionstherapie gemindert oder beseitigt werden können. Die Auswahl der Strümpfe hinsichtlich Kompressionsklasse und Material orientiert sich dabei an den Krankheitsbildern. Eine weitere Orientierung sind individuelle Merkmale des Betroffenen, so ist beispielsweise bei starker Ödemneigung ein flachgestrickter Medizinischer Kompressionsstrumpf zu bevorzugen, während bei geringen vorliegenden Ödemen – unabhängig vom Krankheitsbild – rundgestrickte Medizinische Kompressionsstrümpfe mit geringer Kompression eine ausreichende Versorgung darstellen können.

### Chronisch-venöse Insuffizienz
Der überwiegende Anteil der verordneten Medizinischen Kompressionsstrümpfe wird bei Patienten mit einer chronischen Veneninsuffizienz (CVI) eingesetzt. Bei diesem Krankheitsbild haben sich die Blutgefäße der Beine geweitet, so dass der Blutrückfluss in Herzrichtung gestört oder nicht mehr gewährleistet ist. Durch äußeren Druck, der im Rahmen der Kompressionstherapie auf das betroffene Bein ausgewirkt wird, verengen sich die Venen. Dadurch gelingt es den so genannten Venenklappen, die im Blutkreislauf wie Rückstauventile wirken, ihre Funktion wieder aufzunehmen. Zudem beschleunigt sich die Fließgeschwindigkeit des Blutes, und Ödeme schwellen ab. Die Reduzierung der Beinödeme führt in der Folge zur Schmerzminderung und zur näherungsweisen Wiederherstellung des ursprünglichen Beinumfangs. Die Anpassung der Medizinischen Kompressionsstrümpfe erfolgt erst nach Reduktion der Ödeme durch Bandagierungen mit Kurzzugbinden oder Adaptive Kompressionsbandagen und setzt somit erst in der so genannten Erhaltungsphase ein. Die positive Wirkung von Strümpfen der KKL 2 ist für die Therapie der CVI gut belegt und geht mit einer Reduktion der damit verbundenen klinischen Beschwerden einher.

### Postthrombotisches Syndrom
Unter dem Begriff Postthrombotisches Syndrom (PTS) werden die verschiedenen, teils zusammenhängenden Folgen einer Thrombose der tiefen Beinvenen (TVT) zusammengefasst. Klinisch reicht das Spektrum von einer diskreten Schwellungsneigung ohne wesentliche Beschwerden bis zum zirkulären Ulcus cruris mit schwersten Krankheitssymptomen und gravierenden persönlichen und sozialen Problemen. Das postthrombotische Syndrom ist die wichtigste und schwerwiegendste venöse Durchblutungsstörung, die ca. 1 % der Bevölkerung betrifft. Bei 20–50 % der Thrombosepatienten entwickelt sich ein klinisch erkennbares postthrombotisches Syndrom, bei 5–10 % in schwerer Form. Die Kompressionstherapie mit Medizinischen Kompressionsstrümpfen kann dazu beitragen, das Risiko der Entstehung eines PTS im Anschluss an eine Tiefe Beinvenenthrombose zu verhindern. Wenn hierbei unmittelbar bei Diagnosestellung mit einer entsprechenden Strumpfversorgung in hoher KKL begonnen wird, und die Medizinischen Kompressionsstrümpfe über mindestens zwei Jahre getragen werden, lässt sich das Risiko der Entstehung eines Postthrombotischen Syndroms halbieren. Bei einem symptomatischen, schweren PTS sollte die Kompressionstherapie – auch zur Verhinderung einer Rezidiv-TVT – lebenslang fortgeführt werden. Die Kompressionstherapie ist die Basis der Behandlung einer chronischen venösen Stauung jeder Genese und hat beim postthrombotischen Syndrom eine überragende Bedeutung. Sie führt zu einer Reduktion der Ödeme, zur Abnahme des venösen Blutvolumens, zur Verminderung venöser Refluxe, zur Zunahme der Blutstromgeschwindigkeit und damit zu einer Prophylaxe einer Rezidivthrombose. Bewegungstherapie unterstützt die Kompressionstherapie entscheidend, denn dadurch werden die peripheren Venenpumpen aktiviert und optimiert. Empfohlen werden Kompressionsstrümpfe KKL II oder III mit hoher Festigkeit, je nach Schweregrad und Beinform in Rund- oder Flachstrick.

### Lymphödem
Die Schwellungen, die mit dem Lymphödem einhergehen, werden durch die Komplexe physikalische Entstauungstherapie behandelt. Im Rahmen dieser KPE kommen Medizinische Kompressionsstrümpfe zum Einsatz. Im Anschluss an die erfolgreiche Manuelle Lymphdrainage gewährleisten diese Produkte die Nachhaltigkeit des erreichten Entstauungserfolgs. Bei beginnendem Lymphödem bis zum Stadium 1 erfolgt die Versorgung mit medizinischen Kompressionsstrümpfen der KKL II. Ab Stadium 3 kommen Strümpfe der KKL IV zum Einsatz. Menschen mit Lymphödemen werden größtenteils mit flachgestrickten Medizinischen Kompressionsstrümpfen versorgt, die in der Herstellung entsprechend an die bei diesem Krankheitsbild auftretenden erheblichen Differenzen im Umfang der Extremitäten angepasst werden können. Zudem gewährleisten solche Produkte in solchen Fällen eine bessere Druckverteilung, als rundgestrickte Modelle. Der Medizinische Kompressionsstrumpf kommt erst zur Anwendung, wenn die betroffene Extremität so weit wie möglich entstaut ist. Die Übergangsphase von der Versorgung mit Kompressionsbandagierungen oder adaptiven Bandagen zur Versorgung mit Medizinischen Kompressionsstrümpfen wird individuell gestaltet, da bereits nach einmaligem nächtlichen Ablegen der Kompression, oder bei verspäteter Anlage weit nach dem Aufstehen, sich rasch wieder ein Ödem ausbilden kann. Der Medizinische Kompressionsstrumpf wird daher erst ausgemessen, angepasst und ausgeliefert, wenn ein stabiler Zustand erreicht ist. Im Gegensatz zur Kompressionstherapie im Rahmen der Therapie des Ulcus cruris venosum können Patienten mit Lymphödemen den Kompressionsstrumpf während der nächtlichen Ruhephase zur Schonung und Pflege der Haut ablegen.

### Lipödem
Beim Lipödem handelt es sich nicht in erster Linie um eine Flüssigkeitsansammlung im Gewebe, sondern um eine üblicherweise erblich veranlagte Fettverteilungs- und Fettentwicklungsstörung. Das betroffene Gewebe reagiert stark auf Druckschmerz und neigt zudem leicht zur Ausbildung von Hämatomen. Das Lipödem tritt nahezu ausschließlich bei Frauen auf und seine Verbreitung wird aufgrund fehlender adäquater Diagnostik oft unterschätzt – nach Untersuchungen sind ca. 10 % der Frauen in Deutschland von mäßig bis deutlich ausgeprägten Lipödemen betroffen. Ein Lipödem tritt meist links-rechts-symmetrisch auf und kann ausschließlich die Beine oder die Arme betreffen, oder beides. In frühen Stadien kann eine Therapie mit rundgestrickten Medizinischen Kompressionsstrümpfen von hoher Festigkeit ausreichend sein. In späteren Stadien werden meist flachgestrickte Kompressionsmaterialien mit hoher Festigkeit empfohlen, um Einschnürungen zu vermeiden. Wie beim Lymphödem sind Kompressionsstrümpfe nur ein Teil der Komplexen physikalischen Entstauungstherapie, und die Kompressionsware wird erst bei durch Manuelle Lymphdrainage entstauten Extremitäten angepasst. Das Tragen Medizinischer Kompressionsstrümpfe hilft, Entstauungen weitestgehend aufrechtzuerhalten und Schwellungen zu verhindern. Zudem führt das Tragen der Kompression zu einer Schmerzlinderung. Die Kompression sollte in der Regel tagsüber vom Aufstehen bis zum Schlafengehen getragen werden.

### Tabellarischer Überblick
Die folgende Tabelle ist eine Übersicht zu praktischen Empfehlungen bzgl. der Auswahl der Kompressionsstrumpftherapie der Beine bei verschiedenen Indikationen.
| Indikation                   | KKL    | Festigkeit    | Strickart                                                 |
| ---------------------------- | ------ | ------------- | --------------------------------------------------------- |
| Ödeme in der Schwangerschaft | I-II   | gering        | Rundstrick                                                |
| nach Varizen-OP              | II     | mittel        | Rundstrick                                                |
| Varikose ohne Komplikationen | II     | gering/mittel | Rundstrick                                                |
| Thrombophlebitis, Thrombose  | II     | mittel/hoch   | Rundstrick                                                |
| (kompensierte) pAVK & CVI    | I-II   | hoch          | Rund- oder Flachstrick                                    |
| postthrombotisches Syndrom   | II-III | hoch          | Rund- oder Flachstrick, abh. von Schweregrad und Beinform |
| Lymphödem                    | II-IV  | hoch          | Rund- oder Flachstrick, abh. von Stadium und Beinform     |
| Lipödem                      | II     | hoch          | Rund- oder Flachstrick                                    |
| Ulcus crusis                 | II-III | hoch          | Ulkus-KS, Rund- oder Flachstrick, abh. von Beinform       |

## Anwendung
Für den Erfolg der Kompressionstherapie ist es wesentlich, dass Betroffene ihre Kompressionsstrümpfe regelmäßig tragen. Voraussetzung hierfür ist ein Verständnis der Therapie, ein Einverständnis mit den jeweiligen Maßnahmen, eine Kenntnis über und eine grundsätzliche Vertrautheit mit den Versorgungsoptionen und -materialien, sowie die Fähigkeit und die Bereitschaft, sich eigenständig in die Behandlung einzubringen – dies wird in der Fachsprache zusammenfassend als Adhärenz bezeichnet. Die Adhärenz der Patienten gegenüber den Kompressionsstrümpfen kann sich verbessern, wenn individuelle Vorbehalte, persönliche Gründe für das Nichttragen und weitere patientenbezogene Faktoren, beispielsweise negative Vorerfahrungen, erkannt werden und Pflegekräfte und Ärzte entsprechend darauf reagieren. Im Praxisalltag wird zum Beispiel festgestellt, dass manche Patienten sich für ihre medizinischen Kompressionsstrümpfe zu schämen scheinen, und unter dem Eindruck stehen, sozial ausgegrenzt zu werden. Als Alternative zu herkömmlichen Modellen bieten seit einigen Jahren Hersteller eine große modische und ästhetische Variantenvielfalt an Farben, Mustern und Ornamenten, die es insbesondere jüngeren Menschen erleichtert, öffentlich zu ihrer Kompressionskleidung zu stehen.
Insbesondere ältere Menschen, oder Betroffene, die nicht problemlos ihre Füße erreichen, können von An- und Ausziehhilfen profitieren. Es handelt sich um Hilfsmittel, die den Umgang mit den medizinischen Kompressionsstrümpfen erleichtern und gleichzeitig das Strumpfmaterial schonen, das durch Fingernägel, oder starkes Zerren geschädigt werden kann. Es gibt Produkte, die entweder die Anlage oder das Ablegen von medizinischen Kompressionsstrümpfen erleichtern, oder solche, die für beides geeignet sind.

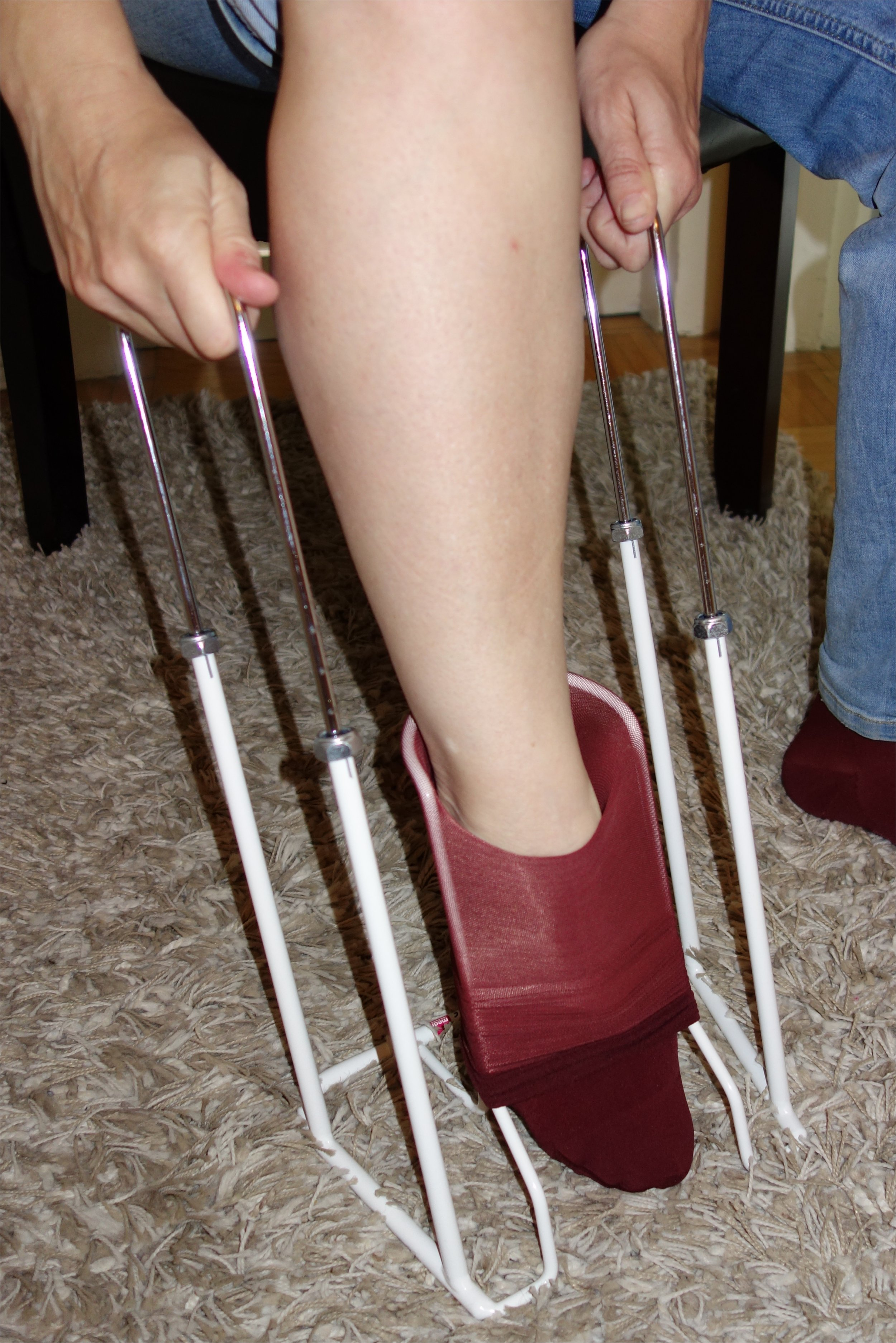
Gestell zum An- und Ablegen medizinischer Kompressionsstrümpfe

  In Deutschland sind diese Hilfsmittel zu Lasten der Krankenkassen verordnungsfähig. Die Entscheidung für ein geeignetes Produkt basiert auf einer adäquaten Aufklärung durch Therapeuten und Versorger sowie einer Beratung durch den Fachhandel. Grundsätzlich werden zwei Typen von An- und Ausziehhilfen unterschieden:

### Gestelle
Diese Produkte bestehen oft aus Metall und können sowohl das An- als auch das Ausziehen der medizinischen Kompressionsstrümpfe erleichtern. Bei Gestellen in metallener Ausführung wird der Strumpf zur Anlage über das halbrunde Gestänge des Gestells gezogen, so dass der Betroffene ohne Verwendung seiner Hände in den offenen Strumpf hineinschlüpfen kann. Bei Gestellen, die aus Kunststoff bestehen, wird der Strumpf über eine halbrunde Schale gezogen. Viele Gestelle haben verlängerbare Seitenarme, die individuell auf das Bewegungsvermögen des Patienten eingestellt werden können.
Wenn der Fuß im Strumpf ist, greift der Anwender die Seitenarme und zieht den das Gestell an der Wade entlang nach oben, bis der Strumpf vollständig am Bein anliegt. Zum Ablegen des Strumpfes wird die Wade in das Halbrund des Gestells gelegt, dann die obere Kante des Strumpfes darüber geklappt und dann das Bein nach oben aus dem Strumpf herausgezogen.

### Gleiter

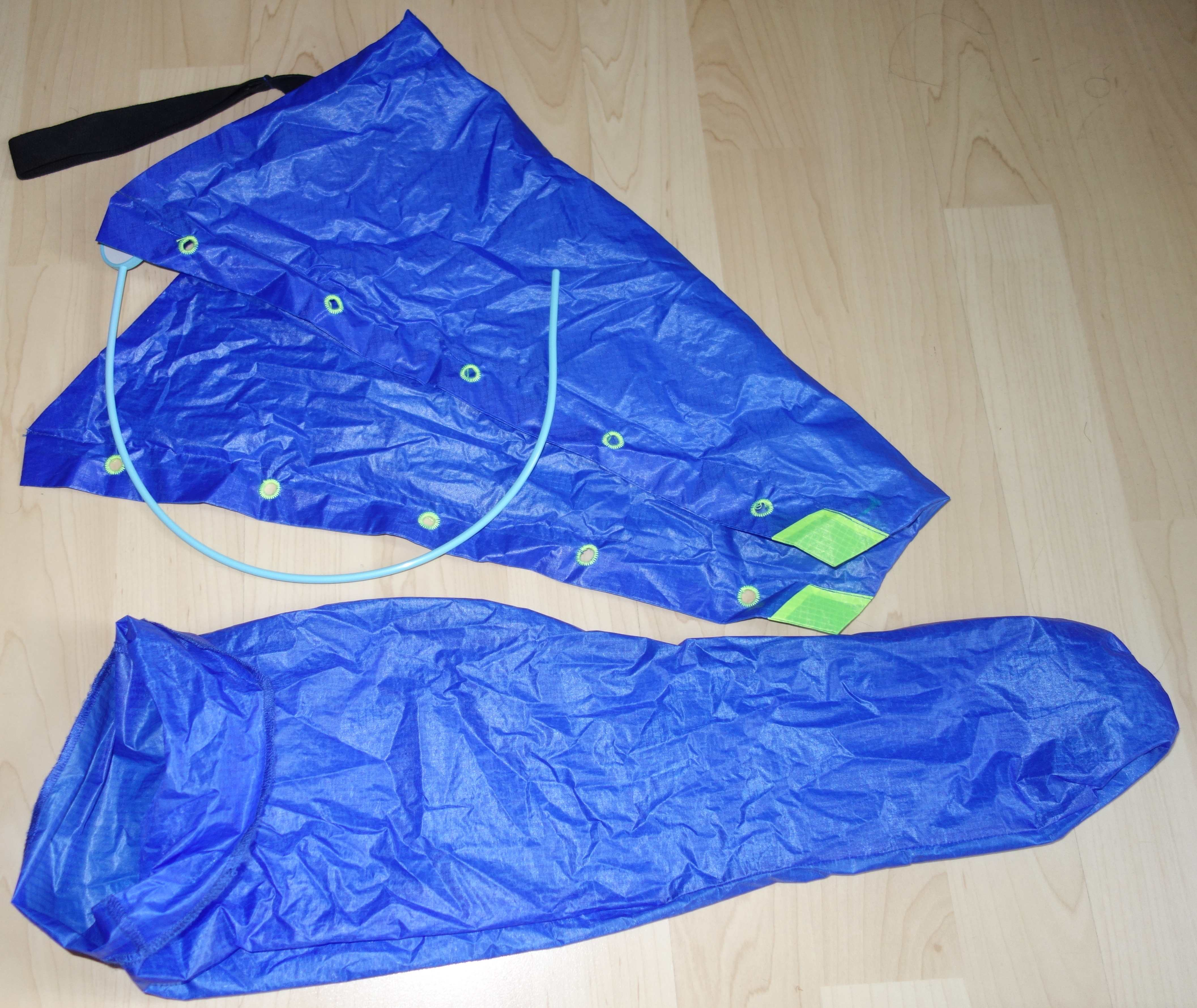
Gleiter mit Ösen und Stab, darunter eine Gleitsocke

Die in vielen Varianten erhältlichen Gleiter bestehen aus synthetischen Fasern mit hoher Gleitfähigkeit. Die einfachste Form der Gleiter sind kurze Gleitsocken, die oft herstellerseitig den verordneten medizinischen Kompressionsstrümpfen mitgegeben werden. Solche Vorfußgleithilfen bedecken die Zehen und reichen bis zur Ferse, um das Anziehen des medizinischen Kompressionsstrumpfes in diesem Bereich erleichtert. Längere Gleitsocken reichen bis über die Knöchel und können auch das Ablegen der Strümpfe erleichtern, indem sie über den angelegten Strumpf gezogen werden, dann dessen obere Kante über die Gleitsocke umgelegt und beides zusammen vom Bein gezogen wird. Gleitsocken und Vorfußgleithilfen haben im Zehenbereich eine Lasche oder eine Zunge, um dort gegriffen, und unter dem angelegten Strumpf hervorgezogen werden zu können. Diese Gleiter sind ausschließlich für den Umgang mit medizinischen Kompressionsstrümpfe mit offener Spitze geeignet.
Modelle, die auch das Anlegen von Strümpfen mit geschlossener Spitze erleichtern sind komplexer aufgebaut. Viele Produkte bestehen aus einer Bahn aus gleitfähigem Stoff, das um den Fuß und den Unterschenkel angelegt und dann mit einem biegsamen Stab und Ösen, oder mit Magneten zu einer Röhre verschlossen wird. Darüber wird der medizinische Kompressionsstrumpf gezogen. Sobald der Strumpf am Bein anliegt, kann die Anziehhilfe darunter hervorgezogen werden, wobei sich die Verschlüsse unter Zug lösen. Eine weitere Variante zum Anlegen geschlossener medizinischer Kompressionsstrümpfe besteht aus einer längeren schmalen Stoffbahn, die zwischen den ersten und den zweiten Zeh geklemmt und dann unter der Sohle und entlang der Wade hinaufgeführt wird. Der Strumpf rutscht bei diesen Modellen also in erster Linie in diesen Bereichen, und weniger auf Spann und Schienbein.

### Handschuhe

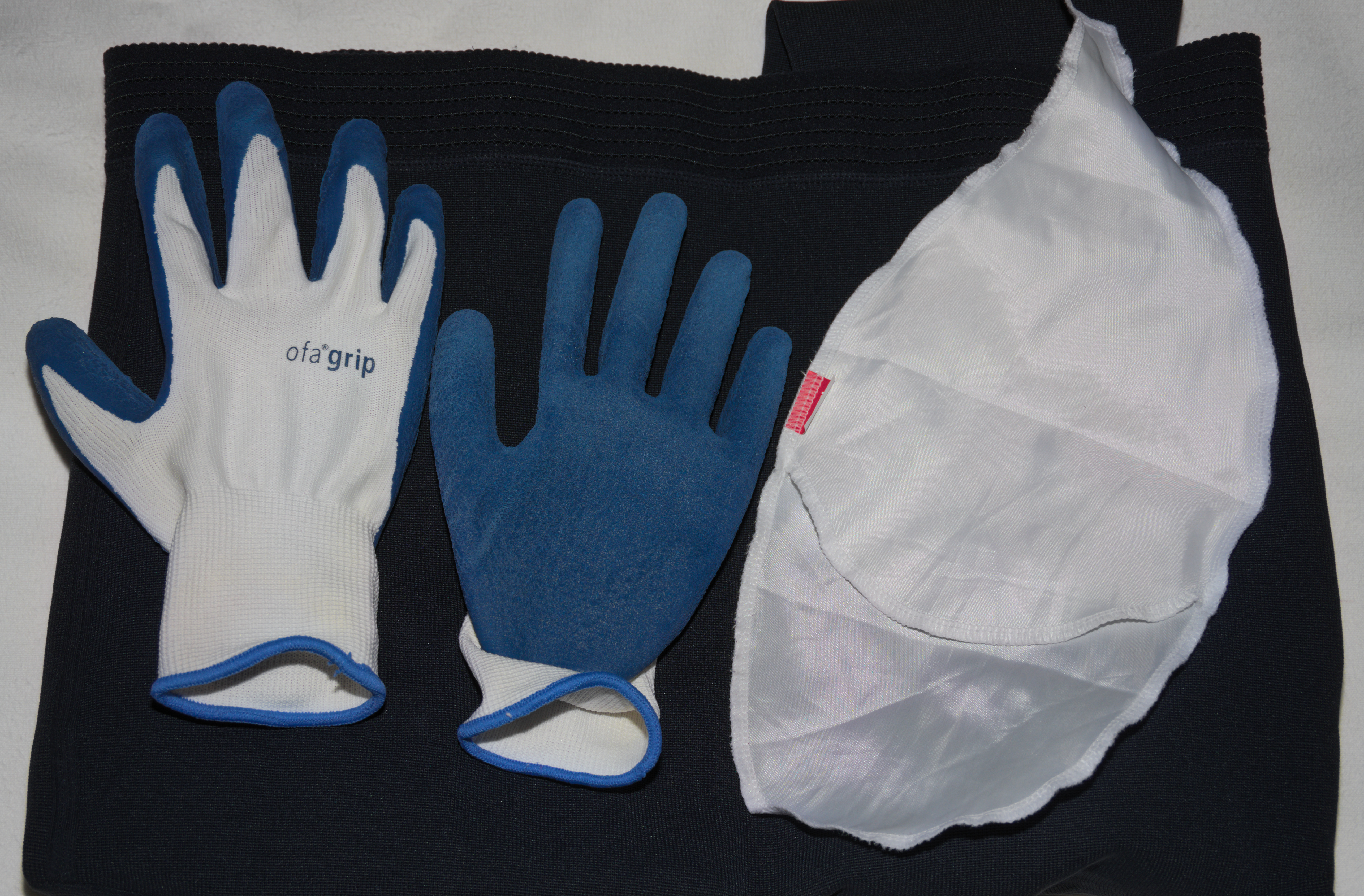
Handschuhe zum Anlegen von MKS, daneben ein Gleiter für den Vorfuß

Einige Hersteller medizinischer Kompressionsstrümpfe bieten spezielle Handschuhe an, die den Umgang mit den Produkten erleichtern und das Strumpfmaterial schonen sollen. Zum Anziehen etwa einer flachgestrickten Strumpfhose hoher Kompressionsklasse sind sie nahezu unverzichtbar. Eine häufige Variante ist der genoppte Gummihandschuh, der Haushaltshandschuhen ähnelt, die auch im Kaufhaus erhältlich sind.
Andere Modelle bestehen aus einem elastischen Baumwollgemisch mit gummierten Fingern und Handinnenflächen und ähneln im Aufbau gängigen Arbeitshandschuhen aus dem Baumarkt. Im Gegensatz zu An- und Ausziehhilfen sind Handschuhe nicht erstattungsfähig.

### Materialpflege
Kompressionsstrümpfe sollten täglich, wenigstens jedoch jeden zweiten Tag, gewaschen werden. Die Lebensdauer der Kompressionsstrümpfe wird dadurch verlängert. In der Regel ist Maschinenwäsche bei den meisten Modellen ohne Qualitätsverlust im Schonwaschgang bei 40° möglich. Man beachte dazu die Herstellerhinweise auf dem Etikett des Strumpfes. Viele Anwender entscheiden sich aus Kostengründen für die sparsamere Handwäsche. Um das Material zu schonen, werden medizinische Kompressionsstrümpfe ausschließlich mit Feinwaschmittel oder speziellem Strumpfwaschmittel gereinigt. Substanzen, wie Weichmacher, die beispielsweise in Weichspülern aber auch in Haarshampoo enthalten sind, beeinträchtigen die Materialeigenschaften der Strümpfe. Vollwaschmittel, Lösungsmittel oder gar chemische Reinigung schädigen das Material nachhaltig und sollten daher ebenfalls nicht zur Anwendung kommen. Einige Produkte sind dazu geeignet, im Wäschetrockner getrocknet zu werden, aber generell wird empfohlen, die nassen Strümpfe flachliegend auf einem Frottee-Handtuch ausgebreitet zu trocknen, das auf einem Wäscheständer liegt. Die Strümpfe dürfen nicht hängend oder auf der Heizung getrocknet und nicht ausgewrungen, geknetet, gerubbelt oder gebügelt werden. Die sachgerechte Pflege der medizinischen Kompressionsstrümpfe trägt wesentlich dazu bei, die therapierelevanten Materialeigenschaften möglichst lange zu gewährleisten.
Bei sachgerechter Anwendung und Pflege sind Medizinische Kompressionsstrümpfe bis zu sechs Monate einsetzbar, bevor sie ihre therapeutische Wirkung verlieren. In Deutschland erfolgt daher eine halbjährliche Neuverordnung durch den behandelnden Arzt.